# コマンチェロ
『コマンチェロ』（原題：The Comancheros）は、1961年制作のアメリカ合衆国の西部劇映画。マイケル・カーティス監督、ジョン・ウェイン主演。マイケル・カーティスの遺作となった。
コマンチェロとは、コマンチ族に武器を密売する白人のこと。

## あらすじ
1843年のニューオーリンズ。ギャンブラーのリグレットは正式な決闘で相手を殺したが、相手が判事の息子だった為に殺人犯とされ逃亡した。蒸気船に乗り込んだリグレットは子分を従えた美女ピラーに一目惚れされたが、彼女と親しくなる前にテキサス警備隊のカッター大尉に捕縛された。リグレットを絞首刑に処すために、カッターはニューオーリンズまで護送を試みるが、隙を突かれて逃げられてしまう。
その頃、テキサスではインディアンのコマンチ族の暴動が頻発していた。その裏には、コマンチ族に武器を密売して私腹を肥やす白人の強盗団が存在すると睨んだカッターは武器商人になりすまして潜入捜査を行ない、“コマンチェロ”という名を聞き出した。
潜入した町でリグレットを発見し、再び捕縛するカッター。護送中に立ち寄った農場には、馬に水をやる警備隊の部隊がいた。警備隊が去った直後にコマンチ族の襲撃を受けるカッターたち。馬で走り去ったリグレットは逃走したと思われたが、彼は警備隊を連れ帰り、カッターと農場の人々を救った。リグレットを見直したカッターは、彼が警備隊員としてテキサスにいたという偽のアリバイを作り、ニューオーリンズの逮捕状を無効にした。
警備隊員として、カッターと共にコマンチェロの探索に向かうリグレット。武器商人に扮して荒野を進んだ2人はコマンチェロの秘密の村にたどり着いた。身元を疑われ裁判にかけられた2人を救うピラー。彼女はコマンチェロのボス・グレールの娘だったのだ。 
警備隊員の正体を知られ、ピラーを連れて脱出を図るカッターたち。逃走用の馬車が転倒し追手に囲まれた時、テキサス警備隊が駆け付け、カッターたちはコマンチェロを討伐した。

## キャスト
| 役名                     | 俳優                                    | 日本語吹替                    | 日本語吹替                                                                       | 日本語吹替 |
| 役名                     | 俳優                                    | NETテレビ旧版                 | NETテレビ新版                                                                    |            |
| ------------------------ | --------------------------------------- | ----------------------------- | -------------------------------------------------------------------------------- | ---------- |
| ジェイク・カッター大尉   | ジョン・ウェイン                        | 小林昭二                      | 納谷悟朗                                                                         |            |
| ポール・リグレット       | スチュアート・ホイットマン              | 大塚周夫                      | 広川太一郎                                                                       |            |
| ピラー・グレイル         | アイナ・バリン                          | 沢阿由美                      | 鈴木弘子                                                                         |            |
| タリー・クロウ           | リー・マーヴィン                        | 小林清志                      | 小林清志                                                                         |            |
| グレイル                 | ネヘマイア・パーソフ                    | 雨森雅司                      | 富田仲次郎                                                                       |            |
| アメラン                 | マイケル・アンサラ                      | 内海賢二                      | 内海賢二                                                                         |            |
| トーブ                   | パット・ウェイン                        | 仲村秀生                      | 井上真樹夫                                                                       |            |
| ジャクソン・ブリーン判事 | エドガー・ブキャナン                    |                               | 北村弘一                                                                         |            |
| ヘンリー                 | ブルース・キャボット                    | 真木恭介                      |                                                                                  |            |
| エド・マクベイン         | グイン・ウィリアムズ （クレジットなし） |                               | 雨森雅司                                                                         |            |
| 役不明又はその他         | N/A                                     |                               | 緑川稔 仲木隆司 徳丸完 浅井淑子 渡辺典子 上田敏也 たてかべ和也 田中康郎 清川元夢 |            |
| 日本語版スタッフ         |                                         |                               |                                                                                  |            |
| 演出                     | 演出                                    |                               | 春日正伸                                                                         |            |
| 翻訳                     | 翻訳                                    |                               | 山田小夜子                                                                       |            |
| 制作                     | 制作                                    |                               | 日米通信社                                                                       |            |
| 解説                     | 解説                                    | 淀川長治                      | 淀川長治                                                                         |            |
| 初回放送                 | 初回放送                                | 1969年4月6日 『日曜洋画劇場』 | 1977年3月12日 『日曜洋画劇場』                                                   |            |

※NETテレビ新版がDVD・BDに収録。但し、DVDには再放送時の短尺版（約70分）、BDには初回放送版（約95分）が収録されている。
- 字幕翻訳 - 木原たけし